# St. Georg (Wildpoltsweiler)

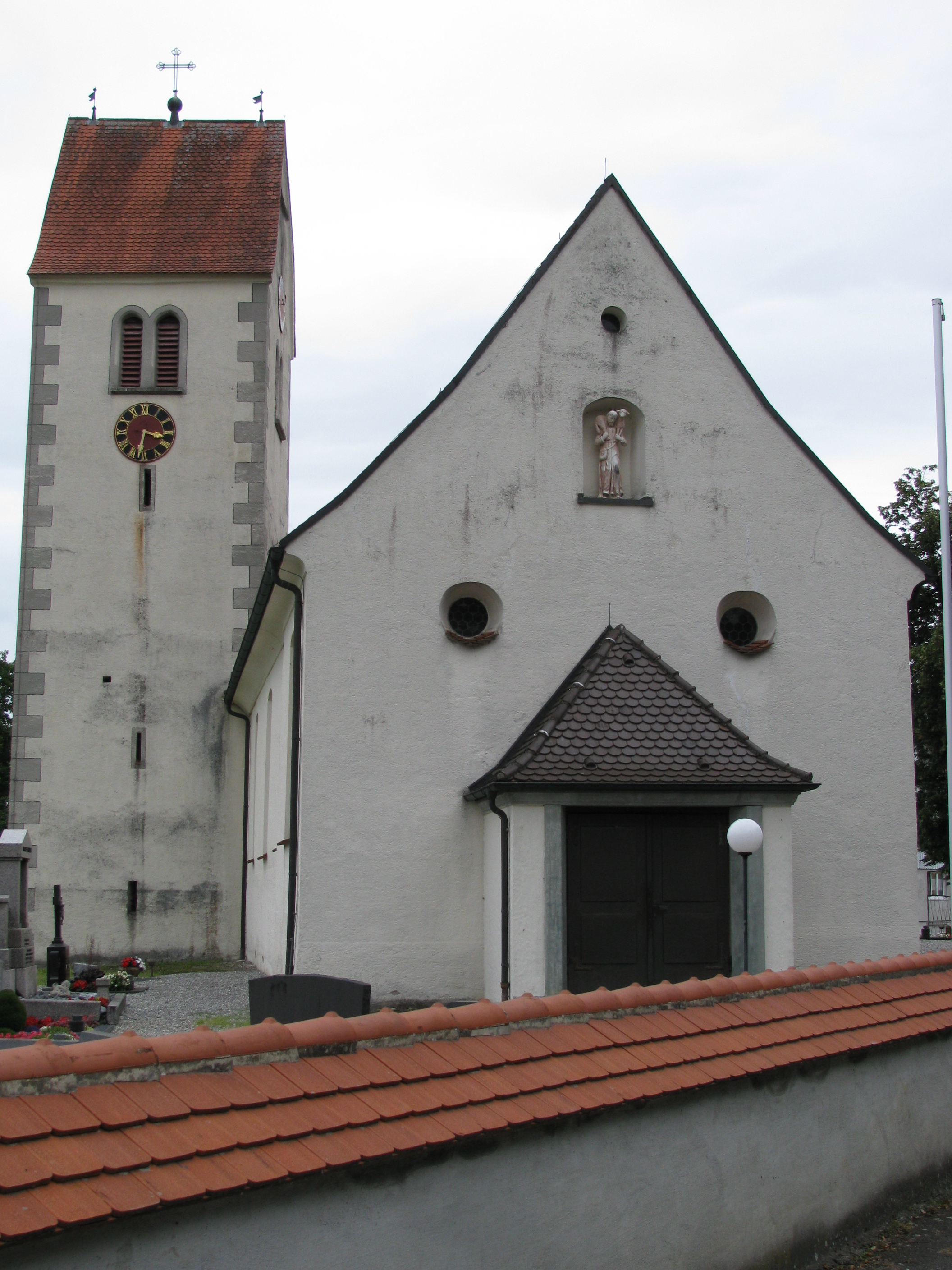
St. Georg in Wildpoltsweiler

Die römisch-katholische Pfarrkirche St. Georg steht in Wildpoltsweiler, einem Gemeindeteil von Neukirch im Bodenseekreis in Baden-Württemberg. Die Kirchengemeinde gehört zur Diözese Rottenburg-Stuttgart. Das Bauwerk ist beim Landesamt für Denkmalpflege Baden-Württemberg als Baudenkmal eingetragen.

## Geschichte und Beschreibung

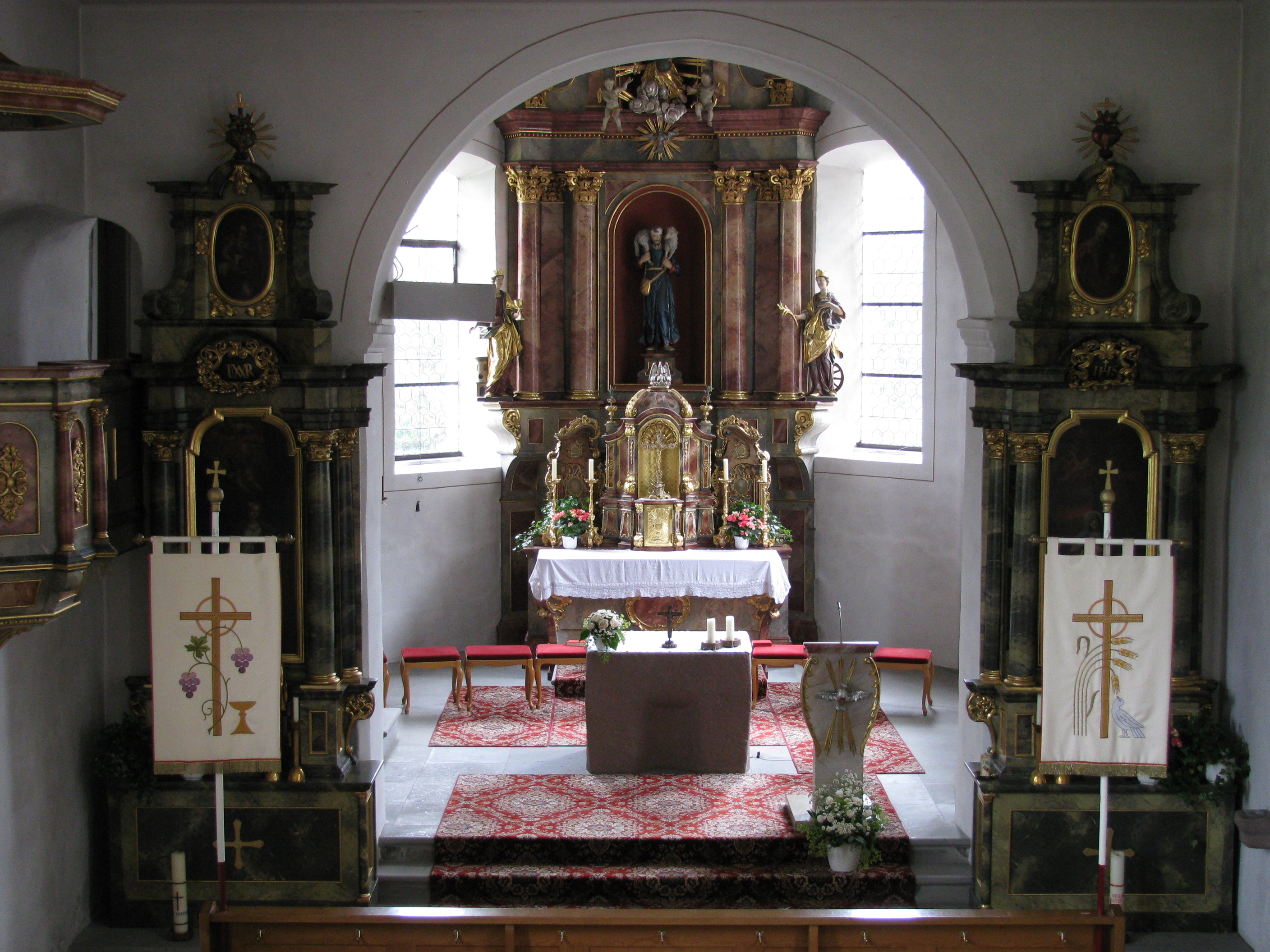
Blick zum Chor

Die 1249 erstmals erwähnte Kirche geht auf ein romanisches Bauwerk zurück, das im 13./14. Jahrhundert durch einen gotischen Bau ersetzt wurde. Im 17. Jahrhundert erfolgte eine Barockisierung, 1859 eine Erweiterung der Kirche nach Westen. Die Saalkirche besteht aus einem Langhaus, einem eingezogenen, dreiseitig geschlossenen Chor im Osten und einem Chorflankenturm an der Nordwand des Chors. Die Südwand des Kirchenschiffs weist fünf, die Nordwand vier Achsen mit flachbogigen Fenstern auf, wobei die jeweils westliche Achse von der 1859 vorgenommenen Erweiterung stammt.
Die Westempore mit der Orgel ist weit in den schmalen, flach gedeckten Innenraum vorgezogen. Den Übergang zum um drei Stufen erhöhten tonnengewölbten Chor im Osten bildet ein barocker, auf Kämpfern ruhender Rundbogen. Die Kirchenausstattung wurde einheitlich um 1720 geschaffen. Das Taufbecken vom Ende des 15. Jahrhunderts blieb erhalten.

## Geläut
Im Glockenstuhl des Kirchturms hängen folgende Kirchenglocken:
| Schlagton | Gewicht (kg) | Inschrift                                                     |
| --------- | ------------ | ------------------------------------------------------------- |
| dis′      | 1430         | gloria parti et filio et spirtui sancto in saecula saeculorum |
| fis′      | 760          | fulgere grandine et tempestate libera los domine jesu christe |
| gis′      | 598          | los cum proletia benedicat virgo maria                        |
| h′        | 340          | schütze deine gemeinde in guten und bösen zeiten              |